# 謝艾
謝 艾（しゃ がい、? - 353年）は、五胡十六国時代の前涼の武将である。涼州敦煌郡の人。前涼を代表する名将であり、後趙の襲来を幾度も防いだ。

## 生涯

### 張駿の時代
もともとは西河における文士であったという。
文武を兼ね備え、明識があり兵略に長けていた。前涼の張駿に仕え、将軍に任じられた。
343年12月、後趙君主石虎は前涼へ軍を侵攻させると、張駿は謝艾に迎撃を命じた。謝艾は出撃すると河西において大戦を繰り広げ、後趙軍を撃破した。
344年1月、張駿の命により、将軍和驎と共に南羌討伐に向かった。謝艾は和闐に進むと、南羌を大破した。やがて主簿に任じられた。

### 大抜擢
346年、前涼の全盛期を築いた張駿が亡くなり、息子の張重華が後を継いだ。これを好機と見た石虎は涼州刺史麻秋・将軍王擢・孫伏都らを前涼へ侵攻させた。王擢は武街を攻略して護軍曹権・胡宣を捕らえ、七千家を超える民を雍州へ強制移住させた。さらに、麻秋・孫伏都は金城を攻略し、太守張沖を降伏させた。涼州は大混乱に陥り、前涼の民は恐怖におののいた。張重華は国内の兵を総動員し、征南将軍裴恒を総大将にして後趙軍を迎撃させると、裴恒は広武まで進んで砦を築いたが、敵の勢いを恐れて戦おうとしなかった。
この事態に、涼州司馬張耽は張重華へ「国家の存亡は兵の如何にあり、兵の勝敗は将にかかっております。多くの者が将軍を推挙しておりますが、彼らは皆古くからの宿将であります。かつて、漢の功臣である韓信は年功の故を押しのけて抜擢されました。名君と呼ばれる人物は、過去の勲功にとらわれず真に才覚を持った人間に大事を任せるものです。今、強敵が攻めてきており、諸将は進んで戦おうとせず、人心は動揺しております。この国難に当たって使える者は、主簿の謝艾を置いて他におりません。彼は文武の才を兼備しております故、必ずや後趙を撃退することでしょう」と進言した。そこで、張重華は謝艾を召し出して方策を尋ねると、謝艾は「七千の兵卒が在れば、撃退して見せましょう」と答えた。張重華はこれに大いに喜び、謝艾を中堅将軍に任じ、五千の兵卒を与えて麻秋の迎撃を命じた。 
謝艾が兵を率いて振武から出陣すると、その夜に2羽の梟が鳴いた。これを聞いた謝艾は「六博によると『梟を得る者は勝つ』と言う。今、梟が鳴いたのはまさしく吉兆である。この戦、必ず勝てるであろうな」と喜んだ。謝艾軍はそのまま進撃して麻秋率いる後趙軍と激突すると、これを散々に打ち破った。この戦いで将軍綦毋安を始めとして五千を超える首級を挙げ、後趙軍を退却させた。
功績により、福禄県伯に封じられた。
7月、ある官吏が、司兵趙長を西郊に派遣して秋を迎えるための儀式を行う事を議した。謝艾はこれに反対し、春秋の義に則り、国に大喪があった時は蒐狩の礼を省き、年を越えてから改めて行うよう勧めた。だが、別駕従事索遐らの反対により容れられなかった。

### 前涼の要
347年4月、後趙の麻秋が8万の軍勢を引き連れて枹罕を包囲すると、寧戎校尉常據らは奮戦してこれを阻んだ。石虎は将軍劉渾に兵2万を与えて麻秋に加勢させ、さらに征西将軍石寧に并州・司州の兵2万を与えて麻秋の後詰めとした。この事態に、前涼の将軍宋秦は2万戸の領民を率いて後趙へ降伏した。 
張重華は謝艾を使持節・軍師将軍に任じ、3万の兵を与えて臨河まで進軍させた。謝艾は車に乗って白服を着ると、太鼓を鳴らしながら進軍した。これを見た麻秋は「謝艾は年少の書生の分際でありながら、あのような格好で現れるとは。我を愚弄するか。」と激怒し、3千の精鋭兵に命じて突撃させた。これに謝艾の側近達は大いに慌て、ある者は謝艾へ対して乗馬を勧めたが、謝艾はこれを断り車から降りると、椅子を持ってこさせた。そして、それに座ってあちこちを指さしながら合図をすると、後趙兵は伏兵を恐れて攻撃できなくなった。この時、謝艾は将軍張瑁を左南から川沿いに進ませて敵軍の背後へ回り込ませており、敵軍が戸惑っている隙に奇襲を掛けさせた。これにより敵軍は混乱して後退すると、謝艾は勢いに乗って進撃し、大いに破った。これにより杜勲・汲魚の2将を討ち取り、1万3千の敵兵を捕らえた。麻秋は単騎で大夏まで逃げ帰った。
功績により太府左長史に昇進し、福禄県伯に進封された。さらに、5千戸の領地を与えられ、絹布八千匹を下賜された。
5月、麻秋らが再び襲来し、12万の軍勢で河南へ駐屯した。劉寧・王擢は晋興・広武・武街を攻略し、曲柳まで進撃した。張重華は将軍牛旋に迎撃を命じたが、牛旋は枹罕まで退いて交戦しようとしなかったので、姑臧の民は大いに動揺した。張重華が自ら出征して迎撃しようとすると、謝艾はこれを堅く諫めた。さらに、索遐は「賊衆は甚だ盛んであり、幾度も京畿に迫っております。君というものは一国の鎮であり、自ら動くべきではなりません。左長史謝艾は文武に素質があり、国家の方召（重臣）でありますから、これに委ねる事を推轂致します。殿下は中にあって鎮をなし、策略を授けたならば、小賊など平らげることができるでしょう」と述べた。張重華はこれを容れ、謝艾を使持節・都督征討諸軍事・行衛将軍に、索遐を軍正将軍に任じ、2万の軍勢を与えて敵軍を防がせた。謝艾らは出撃すると敵軍の侵攻を阻み、その間に別将の楊康が沙阜において劉寧を撃破し、金城まで退却させた。
7月、石虎は孫伏都・劉渾に2万の兵を与え、麻秋の援軍に向かわせた。彼等は進軍して河を渡ると、金城の北へ長最城を築いた。謝艾は軍を整えて迎撃の準備をしていると、出陣儀式の最中に風が吹き、軍旗が全て南を指した。これを見た索遐は「風が号令を掛けた。今、全ての旌旗は敵を指している。これこそ天の意志だ」 と述べた。謝艾は神鳥に陣を布くと、王擢はこれを迎え撃った。謝艾はこれを打ち破り、敵軍を河南まで押し返した。
8月、謝艾はさらに進撃して麻秋と交戦し、これを撃破した。遂に麻秋は金城まで撤退した。
この報告を受け、石虎は「我は一軍の兵だけで九州を平定した。それが今、九州の総力を挙げても枹罕ごときを落とせない。前涼に有能な将軍が居る限り、手が出せん。」と大いに嘆いた。
その後、斯骨真が1万を超える集落を従えて反乱を起こすと、謝艾は姑臧へ帰還する途上であったが、すぐさま討伐に向かった。そして尽くを平定すると、千人余りを斬首して2千8百の兵を捕えた。また、牛・羊併せて10万頭余りを奪った。

### 誅殺
謝艾の功績は前涼の群臣の中でも飛びぬけており、張重華からも大いに寵遇を受け、張重華は次第に何か問題があれば必ず謝艾と議論するようになった。だが、側近達はこれを疎ましく思い、こぞって謝艾の事を讒言したので、謝艾は酒泉郡太守に左遷させられた。出立するに当たり、謝艾は張重華へ「権臣、佞臣が専断しており、公室の危機でございます。どうか臣を入侍させていただきますよう。また、長寧侯祚と趙長らは将に乱を為すでしょう。これを放逐すべきです。 」と上疎した。
酒泉を統治している間、謝艾は外敵への対策として鐘鼓楼を建て、周辺一帯の警備を固めた。
353年11月、張重華が病に倒れると、謝艾を衛将軍・監中外諸軍事に任じ、朝廷の輔政をするよう自ら勅書をしたためた。しかし、張祚・趙長がこれを隠蔽し、遂に発表しなかった。張重華が亡くなって子の張耀霊が後を継ぐと、趙長らは張重華の遺言を偽造し、張祚を都督中外諸軍事・撫軍大将軍に任じ、輔政を委ねるという内容に書き換えた。 
12月、右長史趙長は張耀霊を廃して涼寧侯に封じ、張祚を大都督・大将軍・涼州牧に任じ、涼公に封じた。 張祚に恨まれていた謝艾は間もなく誅殺されたという。

## 人物
文才にも長けており、涼州では著名な人物であった。張駿は「艾の文章は複雑であるが、削るべき所がない」と評している。
著書に「謝艾集」がある。全8巻。
謝艾が酒泉統治時代に建てた鐘鼓楼は、その後幾度か修理改築を経て今も酒泉市の中心に現存している。